# ペスコペンナターロ
ペスコペンナターロ（イタリア語: Pescopennataro）は、イタリア共和国モリーゼ州イゼルニア県にある、人口約300人の基礎自治体（コムーネ）。

## 地理

### 位置・広がり

#### 隣接コムーネ
隣接するコムーネは以下の通り。
- アニョーネ
- ボッレッロ (CH)
- カプラコッタ
- ロゼッロ (CH)
- サンタンジェロ・デル・ペスコ